# Готфрид I фон Хайнсберг
Готфрид I фон Хайнсберг (на немски: Gottfried von Heinsberg; † 2 ноември 1331) от род Спанхайми, е граф и господар на Хайнсберг и Бланкенберг.

## Произход
Той е син на Дитрих II (I) фон Хайнсберг (ок. 1232 – 1303) и съпругата му Йохана фон Льовен-Гасбек (ок. 1236 – 1291), дъщеря на Готфрид фон Льовен-Гасбек (1209 – 1254), син на херцог Хендрик I от Брабант и Матилда Булонска.

## Фамилия
Готфрид I се жени пр. 1299 г. за Мехтилд (Матилда) фон Лоон (* 1282; † 20 май 1313), дъщеря на граф Арнолд V фон Лоон-Шини († 1328) и Маргарета фон Вианден († 1318). Те имат децата:
- Дитрих III (II) († 1361), граф на Льовен-Шини, господар на Хайнсберг и Бланкенберг, женен пр. 1320 г. за графиня Кунигунда фон Марк († 1343/1357), дъщеря на граф Еберхард I фон Марк и Мари фон Лоон
- Готфрид II фон Хайнсберг († 1355), граф на Льовен-Шини, женен за графиня Филипа фон Клеве-Фалкенбург (1328 – 1398)
- Маргарета († 1378), абатиса на Торн, fl 1371
- Алайдис, омъжена 1338 г. за Вилхелм фон Милен († 1357)
- Йохан I (Ян) фон Хайнсберг (ок. 1304; женен ок. 1324 г. за Катарина фон Фоорне († 1366)